# 고지마 슈토
고지마 슈토(일본어: 小島 秀仁, 1992년 7월 30일 ~ )는 일본의 축구 선수이다.

## 구단 경력
그는 2011년부터 2024년까지 J리그의 우라와 레즈, 도쿠시마 보르티스, 에히메 FC, 제프 유나이티드 지바, YSCC 요코하마에서 활동하였다.

## 국가대표팀 경력
그는 2009년 FIFA U-17 월드컵에 참가할 일본 U-17 국가대표팀에 발탁되었으며, 3경기에 출전, 1득점을 넣었다.